# Brémontier-Merval
Brémontier-Merval és un municipi francès situat al departament del Sena Marítim i a la regió de Normandia. L'any 2007 tenia 481 habitants.

## Demografia

### Població
El 2007 la població de fet de Brémontier-Merval era de 481 persones. Hi havia 156 famílies de les quals 27 eren unipersonals (15 homes vivint sols i 12 dones vivint soles), 43 parelles sense fills, 74 parelles amb fills i 12 famílies monoparentals amb fills.
La població ha evolucionat segons el següent gràfic:
Habitants censats

### Habitatges
El 2007 hi havia 198 habitatges, 153 eren l'habitatge principal de la família, 36 eren segones residències i 9 estaven desocupats. 195 eren cases i 3 eren apartaments. Dels 153 habitatges principals, 134 estaven ocupats pels seus propietaris, 14 estaven llogats i ocupats pels llogaters i 6 estaven cedits a títol gratuït; 7 tenien dues cambres, 21 en tenien tres, 42 en tenien quatre i 83 en tenien cinc o més. 129 habitatges disposaven pel capbaix d'una plaça de pàrquing. A 50 habitatges hi havia un automòbil i a 97 n'hi havia dos o més.

### Piràmide de població
La piràmide de població per edats i sexe el 2009 era:
| Homes | Edats   | Dones |
| ----- | ------- | ----- |
| 0     | 95 o +  | 0     |
| 4     | 90 a 94 | 0     |
| 0     | 85 a 89 | 0     |
| 0     | 80 a 84 | 0     |
| 4     | 75 a 79 | 4     |
| 8     | 70 a 74 | 16    |
| 16    | 65 a 69 | 0     |
| 0     | 60 a 64 | 8     |
| 0     | 55 a 59 | 0     |
| 12    | 50 a 54 | 8     |
| 16    | 45 a 49 | 16    |
| 32    | 40 a 44 | 16    |
| 4     | 35 a 39 | 12    |
| 8     | 30 a 34 | 16    |
| 12    | 25 a 29 | 12    |
| 8     | 20 a 24 | 0     |
| 16    | 15 a 19 | 16    |
| 24    | 10 a 14 | 16    |
| 20    | 5 a 9   | 0     |
| 16    | 0 a 4   | 12    |

## Economia
El 2007 la població en edat de treballar era de 329 persones, 223 eren actives i 106 eren inactives. De les 223 persones actives 212 estaven ocupades (117 homes i 95 dones) i 11 estaven aturades (7 homes i 4 dones). De les 106 persones inactives 18 estaven jubilades, 67 estaven estudiant i 21 estaven classificades com a «altres inactius».

### Ingressos
El 2009 a Brémontier-Merval hi havia 154 unitats fiscals que integraven 480 persones, la mediana anual d'ingressos fiscals per persona era de 17.841 €.

### Activitats econòmiques
Dels 8 establiments que hi havia el 2007, 1 era d'una empresa extractiva, 1 d'una empresa alimentària, 1 d'una empresa de fabricació d'altres productes industrials, 4 d'empreses de construcció i 1 d'una empresa financera.
Dels 3 establiments de servei als particulars que hi havia el 2009, 2 eren lampisteries i 1 electricista.
L'any 2000 a Brémontier-Merval hi havia 24 explotacions agrícoles que ocupaven un total de 836 hectàrees.

## Equipaments sanitaris i escolars
El 2009 hi havia una escola elemental integrada dins d'un grup escolar amb les comunes properes formant una escola dispersa.

## Poblacions més properes
El següent diagrama mostra les poblacions més properes.